# (613412) 2006 HV122
(613412) 2006 HV122, também escrito como 2006 HV122, é um corpo menor que está localizado no disco disperso, uma região do Sistema Solar. Ele possui uma magnitude absoluta de 6,1 e tem um diâmetro estimado de cerca de 265 quilômetros.

## Descoberta
(613412) 2006 HV122 foi descoberto no dia 27 de abril de 2006 pelo astrônomo Marc W. Buie.

## Órbita
A órbita de (613412) 2006 HV122 tem uma excentricidade de 0,537 e possui um semieixo maior de 81,327 UA. O seu periélio leva o mesmo a uma distância de 37,655 UA em relação ao Sol e seu afélio a 125 UA.